# Crefelder Baumwoll-Spinnerei

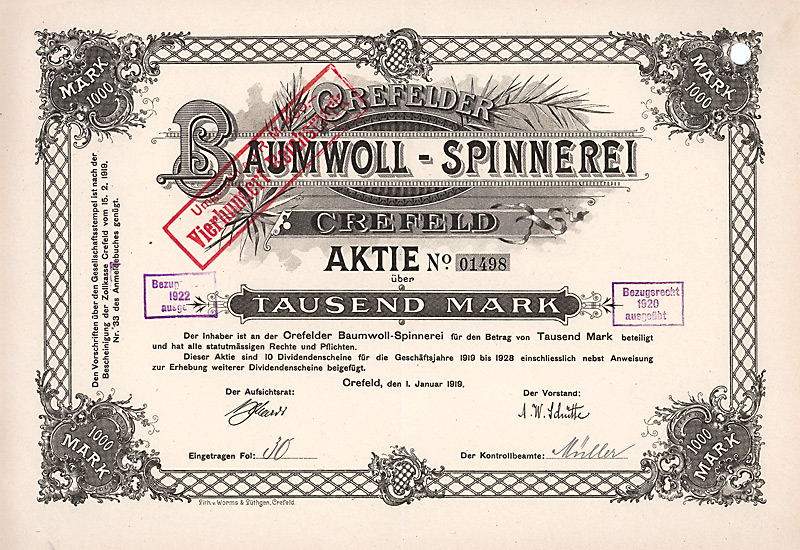
Aktie über 1000 Mark der Crefelder Baumwoll-Spinnerei vom 1. Januar 1919

Die Crefelder Baumwoll-Spinnerei bestand von 1870 bis 1971 und galt als größtes Unternehmen der Textilindustrie im niederrheinischen Krefeld. Sie wurde als Genossenschaft gegründet und 1896 mit dem Bau des großen, schlossartigen Fabrikgebäudes an der Spinnereistraße in eine Aktiengesellschaft umgewandelt.
Unternehmensziel war die Erzeugung von Roh-, Halbfertig- und Fertigerzeugnissen von Textilien, um damit die englischen Importe hochwertiger Garne durch einheimische Produkte wie Zwirne und Baumwollgarne zu ersetzen. Die Gründung war ein wichtiger Impuls für weitere Industrieansiedlungen dieser Branche in und um Krefeld zum Ende des 19. Jahrhunderts. Krähen-Flor war das erste Markenzeichen des Unternehmens.

## Geschichte
Der erste Direktor des Unternehmens war der Ingenieur Robert Staub. Zum ersten Aufsichtsrat gehörten Kommerzienrat Heinrich Seyffardt (als Vorsitzender), Fritz Leendertz (als stellvertretender Vorsitzender), Kommerzienrat Emil Bellardi, der Stadtverordnete Heinrich Müller-Brüderlin, Rudolf Schelleckes (1847–1902), Albert Oetker, Rechtsanwalt Paul Krüsemann, Gustav Scheibler (1845–1911), Kommerzienrat Friedrich-Wilhelm Deussen (1842–1930), alle aus Krefeld, Ludwig Gauwerky, Mönchengladbach, Carl Vorwerk (1847–1907), Inhaber der Barmer Teppichfabrik Vorwerk & Co. in Barmen, Jos. Daniels, Rheydt. Das Gründungskapital der Aktiengesellschaft betrug 1,8 Mio. Mark, der Produktionsbetrieb war für 60.000 Spindeln ausgelegt.
Die größten Probleme der Anfangsjahre waren neben der defizitären Ertragslage die fehlenden Arbeiterwohnungen. Ab 1899 wurden nahegelegene Wohnungen für die Arbeiter angemietet. Zusätzlich wurden auf dem firmeneigenen Grundstück an der Ulmenstraße eigene Arbeiterhäuser errichtet. 1902 war der Verlust auf über 370.000 Mark angestiegen. Man legte deshalb die Aktien zusammen und verringerte so das Aktienkapital auf 1,152 Mio. Mark. Der sich daraus ergebende Buchgewinn von 924.000 Mark wurde zur Tilgung der Verluste, Abschreibungen, Rückstellungen und insbesondere für die Verbesserung der Betriebskraft verwendet. Eine Maßnahme war die Zusammenlegung der Spinnereieinrichtungen, die einen Raumgewinn für 11.400 weitere Selfaktorspindeln ergab. Die dafür benötigten Vorwerke waren schon vorhanden.
Die Garnerzeugung wurde mit der gleichen Spindelzahl um etwa 15 Prozent gesteigert und dadurch eine erhebliche Verbilligung der Erzeugungskosten erreicht. Zum ersten Male wurde ein Gewinn von 94.783,64 Mark erzielt, der eine Dividende von 5 % ermöglichte. Kurz nach der Jahrhundertwende war die volle Auslastung erreicht, sodass durch Betriebserweiterungen auf eine Kapazität von 71.000 Spindeln aufgestockt werden musste. Die Arbeitskräfte kamen zu einem großen Teil aus Böhmen. Für sie wurden auf einem zum Werksgelände gehörenden Areal Arbeiterwohnungen in der Spinnereistraße und der Ulmenstraße gebaut. In den folgenden Jahren wurde das ganze Werk mit einer selbsttätigen Feuerlöschausrüstung bestückt und eine eigene Betriebsfeuerwehr mit den nötigen Gerätschaften eingerichtet. Die Jahre 1910 und 1911 waren wegen weltweiter Überproduktion und damit einhergehendem Umsatzrückgang verlustreich. Trotzdem entschied die Geschäftsführung, technische Modernisierungen durchzuführen: „Die Kesselanlage wurde zeitgemäß verbessert, die Kämmaschinen um 10 Stück vermehrt. Eine neue Dampfmaschine von 2400 PS von Gebr. Sulzer, Ludwigshafen, wurde in Dienst gestellt; dazu kam eine Reservemaschine von 400 PS für elektrisches Licht und Kraftübertragung. Die Folge war eine wesentliche Vereinfachung des Betriebes und eine Verbilligung der Fabrikationskosten, die ihren Ausdruck in einer Dividende von 6 % für 1912 und 8 % für 1913 fand.“: S. 2
Die ersten Jahre des Ersten Weltkriegs waren für die Crefelder Baumwoll-Spinnerei sehr einträglich, da jetzt der Heeresbedarf mit speziellen Anforderungen an die Stoffqualität nahezu die volle Kapazität deckte. Ab 1917 wurde die Produktion wegen der Beschlagnahmen eingestellt. In dieser Zeit wurde weiter investiert, insbesondere wurde eine neue Zwirnereianlage fertiggestellt, weil sich Schwierigkeiten beim freien Baumwollhandel abzeichneten. Die Rohstoffpreise waren exorbitant gestiegen: Ägyptische Baumwolle auf dem freien Markt kostete zunächst das 130fache vom Vorkriegspreis; erst mit der Zeit pendelte sich der Preis auf dem 20-fachen Vorkriegspreis ein. Nach Ende des Krieges waren noch ausreichend Rohstoffe vorhanden, sowohl in den eigenen Lagern als auch in der Schweiz. Es sollte eineinhalb Jahre dauern, bevor neue Baumwolle gekauft werden konnte. Auch war man bestrebt, möglichst autark wirtschaften zu können. Dementsprechend wurden die Reparaturwerkstätten erweitert; die Firma besaß eine eigene Schreinerei, Gießerei, Klempnerei, Schmiede, Dreherei und Schlosserei.: S. 3

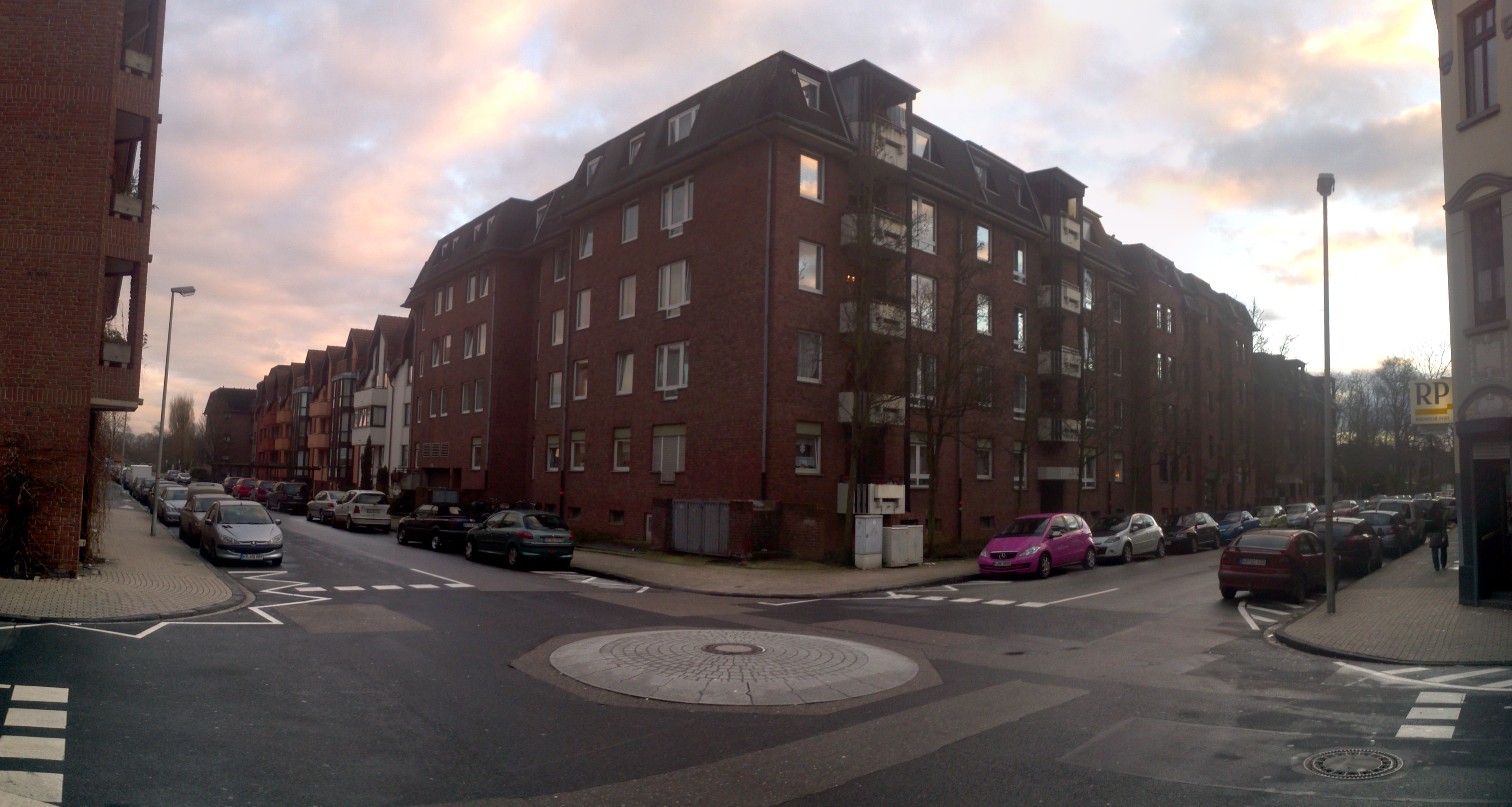
Krefeld heute: Vennfelder Weg (links), Spinnereistraße (rechts). Häuserblock der frühen 1980er Jahre auf dem ehemaligen Gelände des Unternehmens.

Anfang der 1920er Jahre betrug die Belegschaftszahl 550 Arbeitskräfte. Mit der Hyperinflation kam der nächste wirtschaftliche Einbruch. Nach der Währungsreform vom 30. August 1924 wurde das Stammkapital auf 172.800 Reichsmark (RM) festgesetzt, per Generalversammlung vom 2. April 1929 auf 86.400 RM herab- und am 6. September 1937 auf 100.000 RM heraufgesetzt.
Die höchste Belegschaftszahl war mit 1350 Personen in den 1950er Jahren erreicht. Danach verschlechterte sich durch die Textilkrise als Folge der Koreakrise die Ertragslage zusehends. Auch die Übernahme durch die Textilgruppe van Delden 1965 brachte keinen Umschwung. Produktionsende war am 31. März 1971. Nach einem schweren Brand 1977 wurde das nicht unter Denkmalschutz stehende Gebäude Anfang Februar 1978 abgerissen. In den 1980er Jahren versuchte man, auf dem 23.000 m² großen Gelände durch neue Wohneinheiten das Wohnviertel rund um die Spinnereistraße aufzuwerten. Bauträger war die Niederrheinische Baugesellschaft.